# 贶神星
贶神星（217 Eudora）是第217顆被人類發現的小行星，位于火星和木星之間的小行星帶。
贶神星以希臘神話的许阿得斯之一歐多拉（Eudora）命名。
| 前一小行星： 小行星216 | 小行星列表 | 後一小行星： 小行星218 |